# SDSS J1240+6710
SDSS J1240+6710 sau SDSS J124043.01+671034.68, numită Dox de către descoperitorii săi, este o pitică albă din constelatia Draco. A fost descoperită de Kepler de Souza Oliveira, Detlev Koester si Gustavo Ourique. Este neobișnuită pentru că are o atmosferă de oxigen aproape pur. Atmosfera are, de asemenea, o cantitate detectabilă de magneziu, neon (sub 4%) și siliciu, dar nu contine hidrogen, heliu sau carbon. O posibilă explicație pentru compoziția sa neobișnuită ar fi dacă masa sa ar fi aproape de limita pentru prăbușirea la o stea neutronică. Cu toate acestea, masa sa este de doar 0,56 mase solare, sub masa așteptată pentru o stea care ar putea transforma carbonul în oxigen, neon și magneziu .